# سانرایز، آلاسکا
سانرایز (به انگلیسی: Sunrise) شهرکی در بخش شبه‌جزیره کنای، آلاسکا ایالت آلاسکا است که جمعیت آن در سرشماری سال ۲۰۰۰ میلادی ۱۸ نفر بوده‌است.